# (1050) Meta
(1050) Meta ist ein Asteroid des Hauptgürtels, der am 14. September 1925 vom deutschen Astronomen Karl Wilhelm Reinmuth entdeckt wurde, der am Observatorium auf dem Königstuhl bei Heidelberg tätig war.
Der Asteroid wurde mit dem weiblichen Vornamen Meta benannt, der keiner spezifischen Person zugeordnet ist.